# Jirakit Kuariyakul
Jirakit Kuariyakul (จิรกิตติ์ คูอาริยะกุล), noto anche con lo pseudonimo di Toptap (ท็อปแท๊ป) (1º maggio 1994), è un attore televisivo thailandese.

## Biografia
Jirakit è nato a Nan Province, in Thailandia, si è diplomato alla scuola Strisrinan, in seguito ha frequentato il corso di laurea in amministrazione e marketing presso la Mahidol University International College.

La sua carriera di attore è iniziata nel 2014 quando ha ottenuto un ruolo secondario nella serie TV Love Sick: The Series (2014–2015). Nello stesso anno ha ottenuto il ruolo di Tul nella serie TV Room Alone 401-410 (2014).

## Filmografia

### Televisione
- Love Sick: The Series - Rak wun wai run saep - serie TV (2014-2015)
- Room Alone - serie TV (2014-2016)
- The School - Rong rian puan - Kuan nak rian saep - serie TV, 10 episodi (2015)
- U-Prince Series - serie TV (2016)
- SOTUS: The Series - Phi wak tua rai kap nai pi nueng - serie TV, episodio 11 (2016-2017)
- Little Big Dream - Khwam fan an sungsut - film TV (2016)
- Run phi Secret Love - serie TV, 8 episodi (2016-2017)
- Water Boyy: The Series - serie TV, 9 episodi (2017)
- Mint to Be - Nai nanlae... khu thae khong chan - serie TV (2018)
- Boy For Rent - Phuchay hai chaw - serie TV (2019)
- 2gether: The Series - serie TV (2020)
- Still 2gether - serie TV (2020)